# Фелон
Фелон је део одежде православног свештеника. Фелон је горња дуга хаљина, без рукава. Ова одежда прекрива све остале одежде, чувајући их и штитећи. Она представља Божје провиђење, које све на свету штити и за све се брине. Фелон означава и правду Христову, али и ону пурпурну хаљину у коју је Спаситељ био обучен ради подсмеха у Пилатовом дворишту.
Некада су фелон носили и епископи. Такав фелон био је украшен многим крстовима, па се звао и полиставрион (многокрсник).